# Xã Olivet, Quận Osage, Kansas
Xã Olivet (tiếng Anh: Olivet Township) là một xã thuộc quận Osage, tiểu bang Kansas, Hoa Kỳ. Năm 2010, dân số của xã này là 232 người.